# Буря (фильм, 2010)
«Бу́ря» (англ. The Tempest) — американский художественный фильм режиссёра Джули Теймор, экранизация одноимённой пьесы Уильяма Шекспира. Главные роли в фильме исполняют Хелен Миррен, Дэвид Стрэтэйрн, Джимон Хонсу, Рассел Брэнд, Альфред Молина, Бен Уишоу и Фелисити Джонс.
Основное отличие сюжета фильма от оригинальной пьесы в том, что главного персонажа, волшебника Просперо, режиссёр фильма представила в образе женщины.

## Сюжет
После смерти миланского герцога правление переходит к его вдове Проспере. Но её брат Антонио жаждет захватить власть, для чего обвиняет сестру в занятиях колдовством и высылает её из страны вместе с маленькой дочкой Мирандой. Проспера и Миранда попадают на пустынный остров, единственным жителем которого оказывается существо по имени Калибан, сын умершей колдуньи Сикораксы. При помощи магии Проспера делает Калибана своим слугой и становится хозяйкой острова. Проходит 12 лет. Король Неаполя Алонзо возвращается домой из северной Африки (со свадьбы своей дочери и правителя Туниса) вместе с сыном Фердинандом, братом Себастьяном, старым советником Гонзало и миланским герцогом Антонио. Проспера решает отомстить брату, вызвав бурю и разрушив корабль. В этом ей помогает бесплотный дух Ариэль, находящийся в подчинении у Просперы.
Пассажиры судна оказываются на острове, причём Фердинанд отдельно от остальных. Фердинанд думает, что его отец и остальные погибли. Он встречает Миранду, и молодые люди влюбляются друг в друга. Проспера решает испытать чувства Фердинанда, заставив его таскать дрова, однако видит, что его чувства серьёзны. Фердинанд предлагает Миранде руку и сердце, и та соглашается.
Тем временем Алонзо также думает, что его сын погиб. В горе он не замечает, что Антонио подговаривает Себастьяна убить короля и Гонзало, чтобы королём Неаполя стал Себастьян. Благодаря вмешательству Ариэля, пробудившему Алонсо и Гонзало от сна, это сделать не удаётся.
Одновременно по острову бродит дворецкий короля Тринкуло, который встречает Калибана, а затем к ним присоединяется пьяница Стефано с бутылкой хереса. Выпив из бутылки, Калибан решает оставить Просперу и стать слугой Стефано. Он подговаривает Стефано проникнуть в пещеру Просперы, убить её, овладеть волшебными книгами и взять в жены её дочь. Ариэль слышит этот разговор и предупреждает Просперу. В итоге, когда троица приходит в пещеру, Проспера спускает на них огненных псов.
В конце Алонзо и его приближённые приходят к пещере Просперы. Она рассказывает им о том, как её брат хотел погубить её с дочерью, однако прощает его. Алонзо благословляет брак Фердинанда и Миранды. Все собираются отплыть в Неаполь, чтобы отпраздновать свадьбу, после чего Проспера хочет вернуться в Милан и провести там остаток дней. Она освобождает Ариэля, разбивает свой волшебный посох и бросает в море магические книги.

## В ролях
| Актёр           | Роль            |
| --------------- | --------------- |
| Хелен Миррен    | Проспера        |
| Фелисити Джонс  | Миранда         |
| Джимон Хонсу    | Калибан         |
| Бен Уишоу       | Ариэль          |
| Дэвид Стрэтэйрн | Король Алонзо   |
| Алан Камминг    | Себастьян       |
| Крис Купер      | Антонио         |
| Рив Карни       | Принц Фердинанд |
| Том Конти       | Гонзало         |
| Альфред Молина  | Стефано         |
| Рассел Брэнд    | Тринкуло        |

## Музыка
Музыку к фильму написал композитор Эллиот Голденталь, с которым режиссёр сотрудничала и в других своих картинах.
В фильме звучат песни на стихи из пьесы Шекспира. Песни Ариэля исполняет Бен Уишоу, песню принца Фердинанда — Рив Карни. Заключительную песню (монолог Просперы), под которую идут финальные титры, исполняет Бет Гиббонс.

## Производство
Основная съемка проходила возле вулканических районов островов Гавайи и Ланаи.

## Критика
Фильм получил в основном негативные отзывы кинокритиков. На сайте Rotten Tomatoes положительными оказались 30 % рецензий. На Metacritic средний рейтинг фильма составляет 43 балла из 100 на основе 28 обзоров.
Дэвид Денби из The New Yorker указал на сильные стороны фильма, особенно на игру Хелен Миррен в роли Проспера: «Миррен обладает диапазоном и силой, чтобы сыграть женщину с беспрецедентным контролем над стихиями, а также над мужчинами». Сандра Холл в The Sydney Morning Herald положительно отнеслась к видению Теймор, сказав: «В сцене, объясняющей обстоятельства изгнания матери и дочери из миланского герцогства, Теймор искусно подправила строки Шекспира, чтобы учесть ее новый сценарий», также похвалив визуальные элементы фильма.